# 羽舞咲
羽舞 咲（はぶ えみ、Emi Habu、7月16日 - ）は、日本の女性モデルである。
福岡県出身。プレステージ所属。身長169cm。血液型AB型。

## 経歴・人物
横浜国立大学教育学部卒業。
在学中、ミス横浜国立大学グランプリ獲得。
2012年 第29回ベストジーニスト・一般新人部門ファイナリスト。
2013年 プレステージ所属。
ハーブヨガインストラクター、KOBA式体幹トレーナーの資格を持ち、インストラクターとしても活動している。
@cosme（アットコスメ）の公認@ビューティスト（エバンジェリスト）として美容記事を執筆中。
自身にて「ゆるゆるビューティー研究所」を主催、運営している。

## 出演

### テレビ
- 「ポシュレデパート深夜店」（日本テレビ）
- 「PON!」（日本テレビ）
- 「イイものショッピングゥ〜!」（BSジャパン）

### 雑誌
- 「STORY」（光文社）
- 「CREA」（文藝春秋）
- 「ELLE」（講談社）
- 「Marisol」（集英社）
- 「美ST」（光文社）
- 「GLOW ヘアカタログ」（宝島社）

### Web
- ICB Womens Style
- THREE TREE JOURNAL

### CM・広告
- 花王
- Schwarzkopf/シュワルツコフ
- 世田谷自然食品